# Caio Norbano Balbo
Caio Norbano, apelidado de Balbo (em latim: Gaius Norbanus Balbus; m. 82 a.C.) foi um político da família dos Cipiões da gente Norbana da República Romana eleito cônsul em 83 a.C. com Lúcio Cornélio Cipião Asiático Asiageno. Foi o primeiro de sua gente a alcançar o consulado. Seu neto, Caio Norbano Flaco foi cônsul em 38 a.C..

## Carreira
Em 103 a.C., enquanto tribuno da plebe, acusou Quinto Servílio Cepião de imprudência na guerra contra os cimbros na Batalha de Aráusio (105 a.C.) e de ter se apropriado indevidamente de um grande butim saqueado de um templo em Tolosa (o infame "Ouro de Tolosa"). Porém, Broughton defende que a comissão que investigava o envolvimento de Cépio no ouro desaparecido teria sido estabelecida em 104 a.C., um ano antes do processo de Cepião por seus atos em Aráusio. Durante a Assembleia do povo que julgou o caso, dois triubnos tentaram interpor seus vetos para impedir a votação, mas foram expulsos à força. Embora o Senado Romano tenha tentado vigorosamente conseguir uma absolvição — Cepião era defendido pelo grande orador Lúcio Licínio Crasso —, Norbano conseguiu condenar Cepião, que foi forçado a se exilar em Esmirna depois de ver sua fortuna confiscada.
Cerca de dez anos depois, o próprio Norbano foi acusado de crime de lesa majestade ("traição") sob os termos da Lex Appuleia por Públio Sulpício Rufo por conta dos distúrbios ocorridos durante o julgamento de Cepião, mas o eloquente Marco Antônio Orador, avô do triúnviro Marco Antônio, a quem havia servido como questor na Cilícia, e seu advogado, garantiu sua absolvição. 
Em 90 a.C. foi pretor e, no ano seguinte, como propretor,  defendeu com sucesso a província romana da Sicília contra os ataques dos antigos aliados italianos durante a Guerra Social. Em 88 a.C., socorreu a cidade de Régio, que estava prestes a cair nas mãos dos samnitas e italianos. Norbano continuou fiel aos populares até depois de da morte de Caio Mário.

## Cônsul (83 a.C.) e anos finais
Norbano foi eleito cônsul em 83 a.C. com Lúcio Cornélio Cipião Asiático Asiageno e os dois organizaram um exército para tentar impedir a marcha de Sula, que havia acabado de desembarcar em Brundísio com seus veteranos e estava tentando reunir seus aliados da facção dos optimates, contra a capital romana, sob o comando dos populares desde o final de 87 a.C.. Sula enviou emissários para tentar discutir termos de uma trégua com Norbano, mas eles foram expulsos quando ficou claro que eles estavam tentando subornar os homens de Norbano, que eram, majoritariamente, novos recrutas.
Nesta campanha, os dois cônsules decidiram liderar seus próprios exércitos na Campânia. Assim, enquanto Cipião montou seu acampamento perto de Teano, Norbano seguiu para Cápua. Sula atacou primeiro o exército de Norbano, que, apesar da ajuda de Quinto Sertório, foi derrotado na Batalha do Monte Tifata. As tropas recrutadas de Norbano nada puderam fazer contra os veteranos de Sula; cerca de seis mil soldados de Norbano perderam a vida enquanto Sula perdeu apenas setenta homens. Esta batalha é situada por Apiano em Canúsio, na Apúlia, mas é provável que ele tenha se confundido com Casilino, uma cidade à beira do Volturno. Norbano conseguiu se refugiar no interior das muralhas de Cápua e sobreviveu e reagrupou os sobreviventes de seus homens.
No ano seguinte (82 a.C.), Norbano marchou para o norte para reunir-se com o cônsul Cneu Papírio Carbão na Gália Cisalpina, mas os dois exércitos foram decisivamente derrotados por Quinto Cecílio Metelo Pio na Batalha de Favência, o golpe mortal nos populares de Mário e que desencadeou uma deserção em massa entre suas fileiras. Proscrito por Sula, Norbano foi traído por um de seus legados, Públio Túlio Albinovano, que o convidou juntamente com seus principais oficiais para um banquete e os assassinou antes de entregar Arímino a Metelo Pio. Norbano desconfiou de uma traição e recusou o convite. Depois de fugir para Rodes, Norbano se suicidou na praça do mercado enquanto os rodenses debatiam se deveriam entregá-lo a Sula.